# ANXA9
La anexina A9 es una proteína que en los humanos está codificada por el gen ANXA9.

## Función
Las anexinas son una familia de proteínas de unión a fosfolípidos dependientes de calcio. Los miembros de la familia de las anexinas contienen cuatro dominios repetidos internos, cada uno de los cuales incluye un sitio de unión al calcio de tipo II. Los sitios de unión de calcio son necesarios para que las anexinas se agreguen y se unan cooperativamente a fosfolípidos aniónicos y proteínas de la matriz extracelular. Este gen codifica un miembro divergente de la familia de proteínas anexinas en el que los cuatro sitios homólogos de unión al calcio de tipo II en el núcleo de la tétrada conservada contienen sustituciones de aminoácidos que eliminan su función. Sin embargo, el análisis estructural sugiere que el supuesto canal iónico conservado formado por el núcleo de la tétrada está intacto.

## Otras lecturas
- Benz J, Hofmann A (1997). «Annexins: from structure to function». Biological Chemistry 378 (3–4): 177-83. PMID 9165068.
- Nguyen VT, Ndoye A, Grando SA (Sep 2000). «Pemphigus vulgaris antibody identifies pemphaxin. A novel keratinocyte annexin-like molecule binding acetylcholine». The Journal of Biological Chemistry 275 (38): 29466-76. PMID 10899159. doi:10.1074/jbc.M003174200.
- Goebeler V, Ruhe D, Gerke V, Rescher U (Jul 2003). «Atypical properties displayed by annexin A9, a novel member of the annexin family of Ca(2+) and lipid binding proteins». FEBS Letters 546 (2–3): 359-64. PMID 12832069. S2CID 13433731. doi:10.1016/S0014-5793(03)00634-3.
- Beausoleil SA, Jedrychowski M, Schwartz D, Elias JE, Villén J, Li J, Cohn MA, Cantley LC, Gygi SP (Aug 2004). «Large-scale characterization of HeLa cell nuclear phosphoproteins». Proceedings of the National Academy of Sciences of the United States of America 101 (33): 12130-5. Bibcode:2004PNAS..10112130B. PMC 514446. PMID 15302935. doi:10.1073/pnas.0404720101.

- Datos: Q18032913